# Graphidipus flavirivulata
Graphidipus flavirivulata là một loài bướm đêm trong họ Geometridae.